# セラリウス (小惑星)
セラリウス (12618 Cellarius) は小惑星帯にある小惑星。パロマー天文台のトム・ゲーレルスとライデン天文台のファン・ハウテン夫妻が発見した。
17世紀にオランダで『大宇宙の調和』(Harmonia Macrocosmica）を出版したアンドレアス・セラリウスに因んで名付けられた。